# Cheile Babei
Cheile Babei alcătiuiesc o arie protejată de interes național ce corespunde categoriei a IV-a IUCN (rezervație naturală de tip geologic), situată în județul Maramureș, pe teritoriul administrativ al comunei Coroieni.

## Localizare
Aria naturală se află în extremitatea sudică a județului Maramureș (în Podișul Someșan la limita de contact cu județul Sălaj), în partea sudică a satului Baba și cea nordică a localității Poiana Blenchii, Sălaj și sunt străbătute de drumul județean (DJ109F) care leagă cele două așezări

## Descriere
Rezervația naturală a fost declarată arie protejată prin Legea Nr. 5 din 6 martie 2000 publicată în Monitorul Oficial al României Nr. 152 din 12 aprilie 2000 (privind aprobarea planului de amenajare a teritoriului național - Secțiunea a III-a -  arii protejate) și se întinde pe o suprafață de 15 hectare.
Aria protejată a luat ființă în 1977 și reprezintă un sector de îngustare (chei) realizat în calcare eocene (pe o lungime de 1 km) de către pârâul Poienii, un afluent de dreapta al Someșului. 

## Căi de acces
- Drumul județean (DJ109F) pe ruta Târgu Lăpuș - Vălenii Lăpușului - Coroieni - Drăghia - Baba]] (2 km sud de localitate).

## Atracții turistice

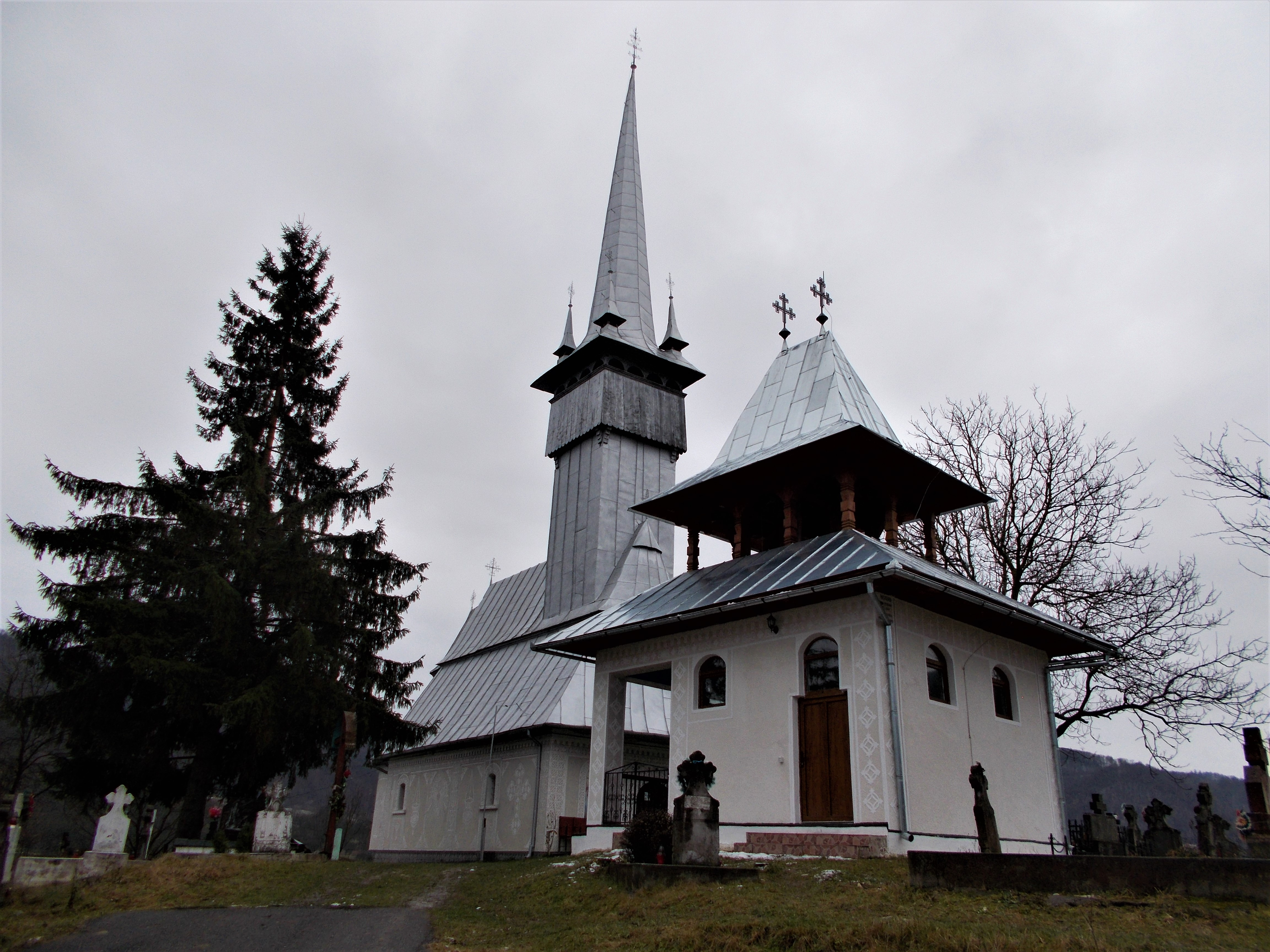
Biserica de piatră din satul Vălenii Lăpușului

În vecinătatea rezervației naturale se află mai multe obiective de interes turistic (lăcașuri de cult, monumente istorice, arii protejate, zone naturale), astfel:
- Biserica de lemn din Drăghia, construcție 1706, monument istoric
- Biserica de lemn din Dealu Mare cu hramul „Sfinții Arhangheli Mihail și Gavriil”, construcție secolul al XIX-lea (1875)
- Biserica de zid cu hramul „Nașterea Maicii Domnului” din satul Vălenii Lăpușului, construcție 1813, monument istoric
- Biserica de lemn din Măgura (monument istoric) aflată în localitatea omonimă din județul Sălaj. Biserica a fost construită la începutul secolului al XVIII-lea (1707) și are hramul „Sfântul Gheorghe”.
- Rezervația naturală Cheile Lăpușului